# Cory Hardrict
Cory D. Hardrict (Chicago, 9 novembre 1979) è un attore statunitense.

## Biografia
Cory Dezanard Hardrict incomincia ad apparire in varie campagne pubblicitarie come modello e affronta una lunga gavetta di apparizioni in serie televisive famose dal 1998 al 2004 avendo anche un piccolo ruolo in un film Crazy/Beautiful di John Stockwell.Successivamente recita in molti film famosi e nella serie Lincoln Heights - Ritorno a casa dove non riesce ad avere il ruolo principale ma secondario apparendo nella prima stagione,nel primo episodio della seconda e nel penultimo episodio della quarta stagione.

### Vita privata
Nel 2008 ha sposato l'attrice Tia Mowry. La coppia ha due figli: Cree, nato il 28 giugno 2011 e Cairo Tiahna, nata il 5 maggio 2017.

## Filmografia

### Cinema
- Crazy/Beautiful, regia di John Stockwell (2001)
- Creature Unknown, regia di Michael Burnett (2004)
- Return of the Living Dead: Necropolis, regia di Ellory Elkayem (2005)
- Return of the Living Dead: Rave to Grave, regia di Ellory Elkayem (2005)
- Miles from Home, regia di Ty Hodges (2006)
- Driftwood, regia di Tim Sullivan (2006)
- Neighborhood Watch, regia di Deji LaRay (2007)
- Gran Torino, regia di Clint Eastwood (2008)
- The Least Among You, regia di Mark Young (2009)
- La verità è che non gli piaci abbastanza, regia di Ken Kwapis (2009)
- Dough Boys, regia di Nicholas Harvell (2009)
- World Invasion, regia di Jonathan Liebesman (2011)
- The Day, regia di Douglas Arniokoski (2011)
- Dance Fu, regia di Cedric the Entertainer (2011)
- Warm Bodies, regia di Jonathan Levine (2013)
- Lovelace, regia di Robert Epstein e Jeffrey Friedman (2013)
- Car Dogs, regia di Adam Collis (2014)
- Transcendence, regia di Wally Pfister (2014)
- American Sniper, regia di Clint Eastwood (2014)
- Spectral, regia di Nic Mathieu (2016)
- All Eyez on Me, regia di Benny Boom (2017)
- November Criminals, regia di Sacha Gervasi (2017)
- Ricomincio da nudo (Naked), regia di Michael Tiddes (2017)
- 211 - Rapina in corso, regia di York Shackleton (2018)
- City of Lies - L'ora della verità (City of Lies), regia di Brad Furman (2018)
- The Outpost, regia di Rod Lurie (2020)
- Divorzio in nero (Tyler Perry's Divorce in the Black), regia di Tyler Perry (2024)

### Televisione
- Lincoln Heights - Ritorno a casa – serie TV, 10 episodi (2009-2011) - Luc Bisgaier

## Doppiatori italiani
Nelle versioni in Italiano delle opere in cui ha recitato, Cory Hardrict è stato doppiato da:
- Fabrizio Vidale in Cold Case - Delitti irrisolti
- Paolo Vivio in Gran Torino
- Simone Crisari in World Invasion
- Nanni Baldini in American Sniper
- Raffaele Fiorentini in Spectral
- Andrea Mete in November Criminals
- Andrea Moretti in  Ricomincio da nudo